# Слепи кучета
Слепите кучета (Spalacidae) са семейство дребни бозайници от разред Гризачи (Rodentia). Разпространени са в Източна Азия, Близкия изток, Североизточна Африка и Югоизточна Европа. Има четири вида слепи кучета, а в България се среща само един вид - планинско сляпо куче (Spalax leucodon).
Имат къси крака, къса опашка и са напълно слепи. На размери достига от 30 до 36 cm.

## Родове
- Подсемейство Myospalacinae
  - Myospalax – Цикори
  - Eospalax
- Подсемейство Rhizomyinae
  - Cannomys
  - Rhizomys – Бамбукови плъхове
  - Tachyoryctes
- Подсемейство Spalacinae
  - Spalax – Същински слепи кучета